# 川野純治
川野 純治（かわの じゅんじ、1954年〈昭和29年〉9月22日 - ）は、日本の政治家、前沖縄県名護市議会議員、活動家、犯罪者。かつては新左翼党派の沖縄解放同盟準備会の活動家であった。その後政治家として社会民主党の推薦・公認を受けて活動していたが、2022年の市議選で落選した。
熊本県球磨村生まれ、鹿児島県出水市育ち。1975年、沖縄を訪問した皇太子明仁親王・皇太子妃美智子（現、上皇・上皇后）に対して物を投げつける、白銀病院事件を起こした。

## 来歴

### 活動家
海洋博反対運動を機に1974年に渡沖。
1975年、沖縄解放同盟準備会の活動家として第二次世界大戦後初めてとなる皇族による沖縄訪問となる、皇太子明仁親王（当時）及び同妃の訪沖妨害計画に参加した。
同年7月17日正午頃、川野は入院患者もしくは見舞い客に偽装し、沖縄県糸満市内の白銀病院で3階のベランダに潜伏した。そして皇太子・同妃の車両が病院の下を通過する際、川野は「皇太子帰れ、天皇制反対」等と叫びながらガラス瓶やスパナ、石などを投擲し、警備車両を破損させ、公務執行妨害の現行犯で逮捕された。なお当時の沖縄解放同盟準備会は「流血も辞さないたたかいで皇太子上陸を阻止する」と1975年初頭に宣言しており、川野が逮捕された同じ日に献花のためにひめゆりの塔の前に立った皇太子・同妃に向かって別の活動家が火炎瓶を投げつけている（ひめゆりの塔事件）。その後、川野に対する懲役1年6ヶ月の実刑判決が確定し、服役した。

### 名護市議
2010年9月に名護市議選に社民党の推薦を受けて立候補し、米軍基地の移設反対を徹底すると訴えて当選した。当選後、「名護市は生まれ変わる。稲嶺市政を支えて基地問題を解決したい」と語った。財団法人「わびあいの里」により公表されていた肩書きは、「社団法人沖縄県官公庁労働者共済会職員」であった。
2014年9月、名護市議選において再選。
2016年3月27日、川野は三里塚芝山連合空港反対同盟北原派が開催した集会に出席して「今年もまた沖縄の地から、三里塚、そして福島、国策とたたかう全国の仲間と連帯するために本集会に参加してまいりました。ともに最後まで、連帯して闘いぬきましょう。」と挨拶している。
川野は社民党・共産党系・平和フォーラム等の支持を受けており、2018年9月の名護市議選においても三期連続で当選した。しかし、2022年9月の名護市議選で落選した。